# Oncobotrys
Oncobotrys es un género de foraminífero bentónico de estatus incierto, aunque considerado un sinónimo posterior de Bulimina de la familia Buliminidae, de la superfamilia Buliminoidea, del suborden Buliminina y del orden Buliminida. Su especie tipo era Oncobotrys buccinum. Su rango cronoestratigráfico abarcaba el Holoceno.

## Discusión
Clasificaciones previas incluirían Oncobotrys en el suborden Rotaliina del orden Rotaliida. Fue incluido junto con Bulimina en la familia Polymorphinidae.

## Clasificación
Oncobotrys incluía a la siguiente especie:
- Oncobotrys buccinum